# Loudermilk
Pour les articles homonymes, voir Loudermilk (homonymie).
Loudermilk est une série télévisée comique américaine en trente épisodes d'environ 30 minutes créée par Peter Farrelly et Bobby Mort, dont les vingt premiers épisodes ont été diffusés entre le 17 octobre 2017 et le 18 décembre 2018 sur la chaîne Audience Network. La troisième saison a été mise en ligne sur Amazon Prime Video au Canada le 30 décembre 2020, puis aux États-Unis le 27 avril 2021.
Dans les pays francophones, la série est disponible sur Amazon Prime.

## Synopsis
Sam Loudermilk est un ancien alcoolique qui anime un groupe d'addicts en tous genres à la paroisse du coin. Il habite Seattle, il est un ancien auteur de chroniques de rock. Il a publié un ouvrage qui a fait date sur le sujet mais il semble maintenant avoir tiré un trait sur cette période de sa vie. Il gagne sa vie en nettoyant les halls de grandes entreprise le soir. C'est un bougon au grand cœur. Les épisodes suivent son quotidien, ses séances qu'il anime avec sa bande de sympathiques paumés ainsi que sa vie avec son colocataire, Ben, ancien parrain des AA.

## Distribution

### Acteurs principaux
- Ron Livingston : Sam Loudermilk
- Will Sasso (VF : Pascal Gruselle) : Ben Burns [4]
- Anja Savcic : Claire
- Laura Mennell : Allison

### Acteurs récurrents
- Toby Levins : Carl
- Mark Brandon : Reardon
- Timothy Webber : Ed
- Viv Leacock : Stevie
- Jackie Flynn : Tony
- Brendan McNamara : Tom Blitt
- Anna Galvin : Jane Wilkes
- Mat Fraser (en) : Roger
- Brian Regan (en) : Mugsy
- Danny Wattley : Cutter

## Production
En avril 2018, la série a été reconduite pour une deuxième saison.
Le 5 décembre 2018, Audience Network annonce le renouvellement de la série pour une troisième saison. Le tournage a débuté en juillet 2019 à Vancouver, mais la chaîne a cessé ses activités en mai 2020, laissant la saison inédite.

## Épisodes

### Première saison (2017)
1. A Girl in Trouble is a Temporary Thing
2. Shark Week
3. You're Only as Sick as Your Secrets
4. It's All About the Beans
5. There's a New Kid in Town
6. Lay, Lady, Lay
7. Father of the Year
8. Invitation Only
9. Highway 10 Revisited
10. Bourbon Street

### Deuxième saison (2018)
Cette saison de dix épisodes est diffusée depuis le 16 octobre 2018.
1. Everybody's Got Something to Hide Except For Me and My Monkey
2. Cruel to Be Kind
3. All Apologies
4. White Rabbit
5. I Fought the Law
6. Our Lips are Sealed
7. He Ain't Heavy
8. Iron Man
9. Saturday Night's Alright for Fighting
10. Don't Go Away Mad (Just Go Away)

### Troisième saison (2020)
Elle a été mise en ligne le 30 décembre 2020 au Canada, et le 27 avril 2021 aux États-Unis.
1. Stuck in the Middle with You
2. There Goes My Baby
3. American Idiot
4. Hit Me Baby One More Time
5. Just What I Needed
6. Hard for Me to Say I'm Sorry
7. Wind Beneath My Wings
8. Resurrection Shuffle
9. Should Have Known Better
10. When I'm Alone